# Mordellistena dimidiata
Mordellistena dimidiata är en skalbaggsart som beskrevs av Helmuth 1864. Mordellistena dimidiata ingår i släktet Mordellistena och familjen tornbaggar. Inga underarter finns listade i Catalogue of Life.